# Virginia Beach United
El Virginia Beach United es un equipo de fútbol de Estados Unidos que juega en la USL League Two, la cuarta división de fútbol del país.

## Historia
Fue fundado el 1 de enero de 2019 en la ciudad de Virginia Beach del estado de Virginia por una alianza entre las sociedades Beach FC y Virginia Rush luego de que la United Soccer League le otorgara a la ciudad una plaza en la recién creada USL League Two que tendría su temporada inaugural en 2019.
En su primera temporada el club finalizaría en el tercer lugar de su división y no avanzó a la ronda de playoff.

## Temporadas
| Año  | División | Liga           | Temporada Regular   | Playoffs     | US Open Cup  |
| ---- | -------- | -------------- | ------------------- | ------------ | ------------ |
| 2019 | 4        | USL League Two | 3.º, South Atlantic | No clasificó | No participó |